# Stazione di Pisticci
Stazione di Pisticci vasútállomás Olaszországban, Pisticci településen.

## Vasútvonalak
Az állomást az alábbi vasútvonalak érintik:
- Potenza-Brindisi-vasútvonal

## Kapcsolódó állomások
A vasútállomáshoz az alábbi állomások vannak a legközelebb:
- Stazione di Bernalda
- Stazione di Ferrandina-Pomarico-Miglionico